# Émile Randrianantenaina
Émile Randrianantenaina, né le 27 janvier 1989, est un coureur cycliste malgache. Il a notamment remporté le Tour de Madagascar en 2010 et 2011.

## Biographie
Émile Randrianantenaina commence le cyclisme vers 2005. Il a un cousin, Nambinintsoa, qui est aussi coureur cycliste. Il se révèle à 18 ans en remportant trois étapes et en terminant troisième du Tour de Madagascar 2007. Après cette performance, il devient l'un des principaux espoirs du cyclisme malgache. En 2010 et 2011, il se distingue en gagnant le Tour de Madagascar. 
En 2014, il remporte une étape du Tour de la République démocratique du Congo, sous les couleurs de la sélection nationale. Les années suivantes, il brille principalement dans des courses disputées dans son pays natal. 
En juillet 2019, il récolte la médaille de bronze au contre-la-montre par équipes des Jeux des îles de l'océan Indien, avec la sélection malgache.

## Palmarès
- 2007
  - 5e et 9e étapes du Tour de Madagascar
  - 3e du Tour de Madagascar
- 2010
  - Tour de Madagascar
- 2011
  - Tour de Madagascar :
    - Classement général
    - 8e étape
- 2012
  - Trophée des As :
    - Classement général
    - 1re étape
- 2013
  - Trophée des As :
    - Classement général
    - 2e et 3e étapes

  - 3e et 7e (contre-la-montre par équipes) du Tour de Madagascar
  - 2e du championnat de Madagascar sur route
- 2014
  - 6e étape du Tour de la République démocratique du Congo
- 2017
  - 2e étape du Trophée des As (contre-la-montre)[4]
  - 2e du championnat de Madagascar du contre-la-montre
  - 2e du championnat de Madagascar sur route
- 2018
  - Championnat de l'Analamanga[5]
  - 2e du championnat de Madagascar sur route
- 2019
  -  Médaillé de bronze du contre-la-montre par équipes aux Jeux des îles de l'océan Indien